# Liegi-Bastogne-Liegi 1930
La Liegi-Bastogne-Liegi 1930, ventesima edizione della corsa, fu disputata il 29 maggio 1930 per un percorso di 231 km. Fu vinta dal tedesco Hermann Buse, giunto al traguardo in 8h25'00" alla media di 27,445 km/h, precedendo i connazionali Georges Laloup e François Gardier. 
I corridori che portarono a termine la gara tagliando il traguardo di Liegi furono in totale 17.

## Ordine d'arrivo (Top 10)
| Pos. | Corridore        | Squadra       | Tempo    |
| ---- | ---------------- | ------------- | -------- |
| 1    | Hermann Buse     | Dürkopp       | 8h25'00" |
| 2    | Georges Laloup   | -             | s.t.     |
| 3    | François Gardier | -             | s.t.     |
| 4    | Julien Vervaecke | Alcyon-Dunlop | s.t.     |
| 5    | Jean Wauters     | -             | s.t.     |
| 6    | Emile Van Belle  | -             | a 1'06"  |
| 7    | Louis Delannoy   | Alcyon-Dunlop | a 1'14"  |
| 8    | Albert Jordens   | -             | a 2'46"  |
| 9    | Leander Ghyssels | -             | a 3'52"  |
| 10   | Georges Lemaire  | -             | a 4'00"  |